# 昇進
昇進（しょうしん 英: promotion）とは、企業等の組織あるいはそれに類似した位階的構造（ヒエラルキー）を持つ一定の社会集団における自然人が、内部においてそれ以前の地位よりも高い地位を与えられることをいう。
日本語圏においてはより改まった表現として「（御）栄進（えいしん）」や「（御）栄転（えいてん、異動を伴う場合に限る）」という言葉も用いられる他、官公庁等の一部の組織においては同様の意味の言葉として「昇級（しょうきゅう）」も用いられる。
更に、一定以上の高い職位や地位への昇進には「昇任（しょうにん）」という言葉も用いられ、任命制度を採用する官公庁で特に一般的である。またこれとは別に、大相撲や落語、将棋等の日本の伝統芸能の世界では技芸の等級を表す称号がより高いものへ上がることを伝統的に昇進と呼んでいる。
一方で、中世時代の貴族などの存在においては爵位が上がることが昇進と同等であった事から、「陞爵（しょうしゃく）」という語が昇進を意味する単語として用いられていた。

## 概要
昇進した者は、地位上昇に伴う権限の増加、給料ないし報酬の増額、地位に伴う社会的名誉や特権等の便益を享受するとともに、地位に応じた様々な職務上あるいは倫理的ないし道徳的な責任を負うのが通例であるが、昇進にどのような便益や責任が伴うのか、昇進によって便益や責任がどのようなバランスでもたらされるのかは、各人に地位を与えている組織や部分社会（業界）、昇進後の地位や責任の内容ごとにまちまちである。
例えば外食産業におけるチェーン店やコンビニエンスストア、宅配サービス業界などの一般従業員から現場管理責任者（いわゆる店長）への昇進、警察組織等における巡査から巡査長などといった職種への昇級は、職階に応じたベースアップや手当の支払いが生じうる他は特に便益を生まず、一般従業員の行う業務を行う義務に加えて管理監督責任や報告義務といった業務上の責任が付随する。
反対に、官公庁や中規模以上の民間企業のホワイトカラーの職種における課長または部長以上への昇進（級）をした場合、責任を負う業務が末端従業員の日常の業務とは全く異なるものへと変わる場合もある。
また、部署内での予算執行や予算請求における裁量権や、文書の承認権、経営戦略会議等への出席権、場合によっては人事上の採用権をそのようなクラスの管理職に与えている組織も多く、与えられる権限（および責任）も大きくなる。
（業界慣習や組織文化により実際の程度は様々ながら）相応の昇給や福利厚生の向上がなされるのは事実であり、また肩書き上、様々な場に招待され饗応や接待を受ける機会が増えることから社交の機会も得やすく、そこから得られる便益も大きなものになりやすい。

## 昇進における差別
昇進においては採用活動と同様、性差別や外見（いわゆる人種差も含む）、および政治的意見や宗教や国籍による不当な差別を行わないようにすべきとの考えは国際標準となっているものの、先進国においては日本や韓国、それ以外の国々では中東諸国を中心とした多くの国々で昇進に関する差別が色濃く残っている他、先進的とされる北米や欧州においても性差別や人種差別、宗教差別が水面下で残存しており、国際的な課題となっている。
- ガラスの天井 - 性差などから昇進に上限が設けられていることを指す用語。
- Ethnic penalty（英語版） - 少数民族が不利益を受けやすいことを指す経済学用語。

## 研究
昇進により、高い給与と裁量の拡大、部下の配属が行われる。それと同時に仕事の質が変化し、責任と労働時間が大きくなるデメリットを伴う。この変化が、昇進した人にどのような結果をもたらすか、どのような人間が昇進しやすいか研究が行われた。
昇進した直後では、ストレスの増加とメンタルヘルスの悪化がみられるが、幸福感と健康には影響はない。昇進を受けてから約2年ほど経つと、自己評価健康状態と幸福感の悪化、うつ症状が見られるようになった。
人間関係
エリートほど昇進する人間を嫉妬する。精神科医によると、昇進での男の嫉妬は怖くて深刻であるとされている。
人間的に嫌な存在が昇進する理由として、嫌な人間は傲慢さと不誠実さを社交スキルでごまかし、逆に誠実で謙虚な人は実力と社交スキルの低さをごまかすために良い人のふりをしてごまかすために使用しているという結果であった。
歩行速度
ドコモ・ヘルスケア株式会社の活動量計のデータから、年収が高い人の方がせっかちで歩行速度が速いことが示されている。またイギリスのWhitehall Study2において、役職が高い方が歩行速度が速い結果となっている。
その他
- ピーターの法則 - 社会学の法則。平社員では有能でも、管理職に昇進した後は無能となり、下級管理職で有能でも上級管理職では無能となり、全体的にポストが無能で埋まっていく現象。
- ディルバートの法則 - なんで無能な人間が昇進するのかということを風刺的に描いた漫画家が唱えた法則。
- パーキンソンの法則 - 役人の数は、仕事の量とは無関係に増える。

## 日本における昇進

### 昇進祝い
昇進したものに対して送る、「昇進祝い」というマナーが存在する。

### 昇格との違い
昇進（栄進、栄転、昇級、昇任）の類義語としては「昇格」があるが、語用上のニュアンスの違いが存在する。昇格は自然人以外の主体の地位の変動にも適用されうる 上、昇格の字義的な意義から「格式の上昇」を指す意味合いが強く、昇格によって権限の増大や基礎報酬（基本給）の増加、集団的意思決定や組織的行動の結果に対する対内的・対外的責任の増大といった待遇および責任に関する本質的な変化が必ず生じるわけではない。実際に企業などに於いては、昇格を職能資格制度ないし類似の制度により定められた「自分の能力を客観的に示す等級」が上がることを指す言葉として定義し、人事考課上の昇進と区別している例も存在する。この場合、等級とはその組織における自分自身の能力証明や資格のようなものであり、推薦や人事的評価、試験や面接や研修等の考査による一定の結果を元にして与えられ、昇進を含めたあらゆる人事考課の前提となるものである。故に、たとえ昇進したとしても等級が変わらない場合昇格とは言えないケースが発生することがある。

## 例
- 豊臣秀吉 - 農民から太閤
- 小西行長 - 商人から秀吉近臣を経て大名
- 春日虎綱 - 農民から武田四天王
- シンデレラ - 玉の輿
- ロクセラーナ - 奴隷からオスマン帝国皇帝スレイマン1世の皇后・アドバイザー
- 劉邦 - 農民（庶民）から前漢の初代皇帝
- 朱元璋 - 貧農から明の初代皇帝
- ユスティニアヌス1世 - 農民から神聖ローマ帝国皇帝
- ナポレオン - 田舎の下級貴族からフランス第一帝政皇帝
- エイブラハム・リンカーン - 農家の家から雑貨屋となり軍人を経て弁護士となり政治家、アメリカ大統領と出世。